# Veronika Opatřilová
Veronika Opatřilová (* 15. května 1986 Opava) je česká spisovatelka, překladatelka a učitelka jazyků, autorka young adult ekofikce a queer románů.

## Životopis
Narodila se v Opavě 15. května 1986. Její rodina dříve vlastnila tiskárnu v Ostravě a matka i babička měly vřelý vztah ke knihám. Vyrůstala s o čtyři roky starším bratrem. Od dětství projevovala zájem o literaturu a cizí jazyky, podle vlastních slov ji ovlivnily knihy Astrid Lindgrenové a Tove Janssonové, později Jack Kerouac a další beatníci. Po maturitě na gymnáziu studovala nejprve krátce maďarský jazyk a literaturu na Univerzitě Karlově v Praze a poté v letech 2008–2012 hispanistiku na Masarykově univerzitě v Brně.
V letech 2012 až 2017 žila ve Švédsku, kde pracovala v různých profesích, mimo jiné jako baristka, recepční a průvodkyně po Stockholmu. O svých zkušenostech ze života ve Švédsku psala na blogu „Vicky ze Stockholmu“ (Stockholm by Vicky). V letech 2015–2017 navíc studovala jazyk na Göteborské univerzitě.

### Literární tvorba
Zprvu se začala věnovat překládání švédské literatury do češtiny, zejména severských kriminálních románů.
V roce 2021 debutovala novelou Ostrov žije, která představuje magický příběh o ostrově a jeho obyvatelích. Následující rok vydala román Počkej na moře, milostný příběh zasazený do Anglie 60. let 20. století, který se zaměřuje na osudy LGBTQ+ postav. V roce 2024 publikovala román Píseň L., vyprávějící dva paralelní příběhy odehrávající se ve středověku a současnosti, opět s důrazem na LGBTQ+ tematiku.

### Osobní život
Veronika Opatřilová má podle vlastních vyjádření hluboký vztah k přírodě, zejména k lesům, kde nachází pocit domova a inspirace pro svou tvorbu. Je feministka a příslušnice queer komunity. Do Švédska odjížděla se svojí přítelkyní, spolužačkou z vysoké školy. Po návratu do České republiky se posléze spolu usadily na samotě nedaleko Pardubic.